# În fața steagului
În fața steagului (1896) (în franceză Face au drapeau) este un roman cu tentă patriotică al romancierului francez Jules Verne. Scris în 1894, el a fost publicat în foileton între 1 ianuarie și 15 iunie 1896 în Magasin d'éducation et de récréation, apoi în format cartonat în același an, conținând ilustrații realizate de Léon Benett. Romanul face parte din seria Călătorii extraordinare.
Autorul își exprimă neliniștea în fața progresului înregistrat în domeniul explozibililor, lucru care transpare deja (dar cu o tentă umoristică) din De la Pământ la Lună și care se afirmă în Cele 500 de milioane ale Begumei. În fața steagului tratează tema amenințării Franței și întregii lumi de către existența unei super-arme, care putea fi oricând detonată, similară cu ceea ce numim astăzi armă de distrugere în masă.
Acest roman face parte din perioada sumbră, pesimistă și mizantropă a producțiilor verniene, completată de Stăpânul Lumii.

## Intriga
Thomas Roch este un inventator genial în domeniul militar. Invenția sa ar trebui să îi aducă glorie și avere, dar mania grandorii îl determină să închidă ușa tuturor ministerelor de război europene și americane, deoarece niciunul nu este dispus să îi plătească suma exorbitrantă pe care o cere pentru secretul militar al cărui singur deținător este.
Decât să se ruineze pentru a achiziționa explozivul revoluționar și decât să îl lase să cadă în mâna altei țări, guvernul de la Washington preferă să îl interneze pe nebunul Roch într-un sanatoriu. În acest sanatoriu, "Healthfull-House", începe povestea: niște vizitatori străini vin să îl vadă pe Roch, ca pe o „curiozitate locală”. Printre ei se află enigmaticul conte d'Artigas, a cărui bogăție și renume l-au precedat în întreaga lume, precum și căpitanul Spade, mâna sa dreaptă.
În aceeași noapte, aceștia realizează o dublă răpire, a inventatorului și a paznicului său, care sunt duși pe insula "Back-Cup", un loc izolat din arhipelagul Bermudelor. Multe nave care s-au apropiat de această insulă au dispărut fără urmă. Insula și-a luat numele de la forma ei, aceea a unei cești răsturnate, și este un loc greu de cucerit.
Contele pătrunde în această fortăreață cu ajutorul unui submarin, printr-un tunel aflat sub nivelul mării. Interiorul insulei amintește de sălașul în care căpitanul Nemo și-a ancorat definitiv submarinul Nautilus în alt roman vernian, Insula misterioasă. Din cauza fumului care iese din insulă, aceasta pare a fi vulcanică; se dovedește însă că fumul este rezultatul unui șiretlic pus la cale de locuitori, pentru a ține departe ochii curioși.
Periplul este relatat prin intermediul jurnalului ținut de către paznicul lui Roch, Gaydon (în realitate un inginer francez care speră să cumpere secretul armei pentru țara sa). Contele d'Artigas se dovedește a fi un pirat temut care bântuise oceanele lumii și care dorește să pună mâna pe invenția lui Roch pentru a teroriza toate țările. Echipajul său, condus de căpitanul Spade, îi este în întregime dedicat, iar inginerul Serko are misiunea de a-i smulge lui Roch secretul invenției.
Gaydon reușește să trimită pe apă un mesaj de avertizare, mesaj care ajunge în mâinile englezilor. Se încheie imediat un pact între toate puterile maritime, care își pun laolaltă navele de război cele mai bune pentru a ataca bârlogul tâlharilor. Cu această ocazie, se va vedea la lucru devastatorul exploziv descoperit de Roch. Dar, pus în fața steagului tricolor al Franței, țara sa de origine, inventatorul este trezit din nebunia sa și realizează marea greșeală pe care era să o facă.

### Capitolele cărții
| - I. - Healthful-House - II. - Contele d'Artigas - III. - O dublă răpire - IV. - Goeleta Ebba - V. - Unde mă aflu? (însemnările inginerului Simon Hart) - VI. - Pe punte - VII. - Două zile de navigație - VIII. - Back-Cup - IX. - În interior | - X. - Ker Karraje - XI. - Timp de cinci săptămâni - XII. - Sfaturile inginerului Serko - XIII. - Cu Dumnezeu înainte! - XIV. - Sword în lupta cu remorcherul - XV. - Așteptarea - XVI. - Alte câteva ore - XVII. - Unul contra cinci - XVIII. - La bordul lui Tonnant |